# آلدیا نوا
آلدیا نوا (به لاتین: Aldeia Nova) یک منطقهٔ مسکونی در آنگولا است که در استان کوانزای شمالی واقع شده‌است.